# Chelophoba aganactes
Chelophoba aganactes är en fjärilsart som beskrevs av Edward Meyrick 1935. Chelophoba aganactes ingår i släktet Chelophoba och familjen stävmalar. Inga underarter finns listade i Catalogue of Life.